# Machaa
Les Machaa (oromo : Maccaa en abrégé Macha, Amharique : ሜጫ) sont un sous-groupe du peuple Oromo de l'ouest et du centre de la  Oromia . Ils vivent au sud du Nil Bleu (Abbai) dans la partie nord-ouest de la région d'Oromia et dans certaines parties de la Zone West Shewa, de la Zone South West Shewa, de la Zone spéciale d'Oromia entourant Finfinnee, Zone West Welega, Zone Est Welega, Jimma, Zone Jimma, Zone Illubabor, Zone Kelam Welega,Horo Guduru et dans certaines parties de la Région d'Amhara en particulier les zones Godjam. Un petit groupe d'entre eux vit dans la zone située au nord du Nil Bleu Wambara, dans la Région de Benishangul-Gumuz.
La région de Macha est un haut plateau avec des collines vallonnées et certaines des plus hautes chaînes de montagnes. Traditionnellement, les Macha se déplacent à peine en dessous de 1 500 mètres au-dessus du niveau de la mer, car il existe un risque de maladie du sommeil et le paludisme existerait[citation nécessaire].

## Historique
Les Macha sont arrivés dans la seconde moitié du XVIe siècle dans le cadre de l'expansion générale du Oromo dans la région située au sud du Nil Bleu. Le moine éthiopien Bahrey, le plus important chroniqueur des randonnées du Oromo, a appelé les Macha et Tulama comme sous-groupes du Borana et mentionne divers clans et lignées de Macha [citation nécessaire].
L'implantation des Macha sur leur territoire actuel semble se faire en petits groupes et non par segments plus larges, de sorte que les mêmes noms de clans sont présents sur un certain nombre d'endroits de la zone. La population existante de langue omotique et nilo-saharienne a été soumise à l'appel du gabaro (également gabbaro ou Gabar, Oromo pour "ceux qui servent") et progressivement assimilée et ajoutée aux structures claniques de Macha [citation nécessaire].
Les Macha avaient à l'origine un système commun de Gadaa avec Tulama dont le centre (chaffe) était au sud de l'actuelle Addis-Abeba. Mais à la fin du XVIe siècle, Macha a établi son propre Gadaa avec de la paille dans la vallée supérieure d'Odaa Bilii / Tute Bisil. Un homme nommé Makkoo Bilii y appelait le Gadaa indépendant de Macha. Dans leur tradition, Macha Tulama se rend mutuellement responsables de cette rupture.
En 1963
, Association d'entraide Macha et Tulama a été créée principalement par le Oromo, mais également par des membres d'autres groupes ethniques du sud de l'Éthiopie. Au début, il s'agissait principalement de questions locales et la promotion du développement local a commencé, mais bientôt aussi des libertés politiques et culturelles pour tous les Oromo. En conséquence, elle fut interdite en 1967. En 1994, une organisation qui lui succéda fut fondée, qui fut de nouveau interdite en 2004. Les Macha sont les Horners couchitiques les plus occidentaux de la péninsule de Horn.